# هاشم الغيلي
هاشم الغيلي (من مواليد 11 أغسطس 1990) هو ناشط اجتماعي من محافظة حجة اليمنية يقوم يجمع البيانات الأبحاث العلمية وتحويلها لمقاطع فيديوهات قصيرة . اشتهر برسومه البيانية وفيديوهاته حول الإنجازات العلمية ونشرها على صفحته الخاصة بالفيسبوك.
حظي عمل الغيلي في الاتصال العلمي باهتمام مصادر الأخبار العلمية ومستخدمي وسائل التواصل الاجتماعي على حدٍ سواء. جمعت صوره أعدادًا كبيرة من المتابعين على وسائل التواصل الاجتماعي الشهيرة مثل فيسبوك وإمجور مع أكثر من 5 ملايين مشاهدة أسبوعيًا. اعتبارًا من 25 نوفمبر 2018، لديه أكثر من 10 مليار مشاهدة وأكثر من 30 مليون متابع على صفحته على فيسبوك.
تشمل انتاجاته «هذا الأسبوع في سلسلة العلوم»، والعديد من مقاطع الفيديو المنشورة على الإنترنت بما في ذلك «نقطة زرقاء باهتة»، «المستقبل هو الآن»، و«في العلم نثق».
ألقى محاضرة في تيد، أشار فيها إلى أوجه القصور في النظام التعليمي الحالي، وكيف يمكن تحسينه.

## الجوائز
حصل الغيلي على منحة من الحكومة اليمنية لدراسة البكالوريوس في باكستان وحصل على منحة للدراسة في ألمانيا وجوائز متعددة لتفانيه في البحث وفهمه العميق للتواصل العلمي.
- المؤسسات المؤثرة، مستشار العلوم (2015)
- جائزة التميز المستقبلي في علوم الإعلام والأدب (2014)[22]
- جائزة الهيئة الألمانية للتبادل الثقافي (DAAD) (2013-2015)[23]
- سفير لدى الجمهورية اليمنية، جامعة بشاور (2012)[24][25][26][27]

## الأفلام
قام هاشم الغيلي بإنتاج واخراج وكتابة فيلمان من صنف الخيال العلمي. فيلمه القصير «محاكاة» (2019) فاز بجائزة الامتياز وأفضل تأثيرات بصرية من جلوبل شورتس (الافلام القصيرة العالمية)، مسابقة جوائز عالمية مقرها في لوس أنجلوس.
- محاكاة (2019، فيلم قصير)[31]

- مداري (2022، قادم)[32]

## روابط خارجية
- فليكر الشخصية
- هاشم الغيلي على الفيس بوك
- قناة يوتيوب الشخصية